# Sint-Corneliuskerk (Wanroij)
De Sint-Corneliuskerk is de neogotische parochiekerk van Wanroij in de Nederlandse provincie Noord-Brabant. Deze kerk is ingewijd in 1910.

## Geschiedenis
De eerste berichten over een aan Heilige Cornelius gewijde kapel in Wanroij dateren van 1400. Hier werden weliswaar kerkdiensten gehouden, maar niet met grote regelmaat. Daar weduwe Jut Biedericx in 1441 een jaarlijkse schenking van 130 kg rogge deed, kwam er een vast inkomen voor de rector, die als tegenprestatie eens in de week een Mis moest opdragen.
Wanroij was echter nog steeds ondergeschikt aan de parochie van het naburige Mill, en voor de doop, het huwelijk en dergelijke moest nog een lange voettocht worden gemaakt. In 1551 werd Wanroij een zelfstandige parochie.
In 1554 werden een paar percelen land van de hertog verkocht, en van de opbrengst kon de bevolking kerkbenodigdheden kopen. Ze moesten een geringe erfpacht bepalen en eens per jaar in processie naar de moederkerk te Mill lopen om daar een zilveren penning te offeren.
In 1566 woedde de Beeldenstorm in de kapel en in 1586 werd de kerk in brand gestoken door Spaanse troepen onder leiding van Parma. In 1599 begon men met de herbouw van de kerk, maar in 1648 werd de kerk genaast ten behoeve van de Hervormden. Maar die waren er niet in Wanroij. Ten gevolge daarvan bleef de kerk leegstaan en raakte in verval. Van deze gotische kerk is een tekening uit 1743, vervaardigd door Jan de Beijer, bewaard gebleven.
De katholieken betrokken weldra een schuurkerk, en deze werd in 1766 nog uitgebreid. Een muurdeel ervan is nog te vinden in de Corneliushof.
In 1795 kregen de katholieken hun kerk weer terug, maar in 1840 was deze al te klein. Daarom werd in 1844 een nieuwe kerk tegen de 15e-eeuwse toren aan gebouwd.

## Huidige kerk
In 1910 werd een nieuwe kerk betrokken in neogotische stijl. De gotische toren en de 19e-eeuwse kerk werden toen gesloopt. De architect van de nieuwe kerk was Caspar Franssen. De kerk moest lijken op die van Lith en de toren op die van Asten.
In de kerk bevindt zich een Corneliusbeeld uit 1450. Ook is er een dalmatiek en een tuniek uit de 15e en 18e eeuw. daarnaast zijn er enkele gepolychromeerde reliëfs te vinden uit 1911, van de hand van Hendrik van der Geld. Zij stellen episoden uit het leven van de Heilige Cornelius voor. De kerk bevat glas-in-loodramen waarop eveneens momenten uit het leven van de heilige zijn afgebeeld. De kerk bezit enkele relieken van Sint-Cornelius.
In 1967 is het interieur versoberd, en de kerkschatten zijn in een vitrine geplaatst.